# Il Carro

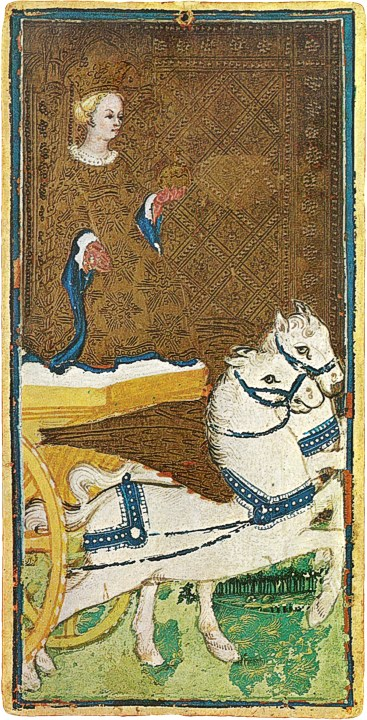
Il carro nel mazzo Visconti-Sforza.

Il Carro è la settima carta degli arcani maggiori dei tarocchi.
Nel gioco di carte, è di valore immediatamente superiore agli Amanti e di valore immediatamente inferiore alla Giustizia.

## Rappresentazioni
La figura rappresenta di solito un Re o un guerriero che conduce un carro (o una biga) trainato da due cavalli, in alcuni casi uniti nella parte finale del corpo.
A volte la biga è alata.
Il Re o il guerriero ha generalmente un copricapo, a volte (se è un Re) una corona.
I cavalli sono spesso di due colori diversi.
A volte trainano il carro in direzioni diverse, ma producendo sempre un avanzamento in avanti.
Nei tarocchi Rider-Waite, nei tarocchi Wirth-Knapp, nei tarocchi di Papus, ai due cavalli si sostituiscono due sfingi.

## Simbolismi
A seconda del tipo di tarocchi si possono fare diverse ipotesi. Il Re o il guerriero è colui che tiene tra le mani le redini del proprio agire. La vittoria e il trionfo; a volte addirittura la vendetta.
È colui che si trova a confronto con la consapevolezza di poter decidere del proprio destino.
Non a caso il carro, un veicolo cubico, e che rimanda quindi alla simbologia del quadrato di tutto ciò che è materiale e stabile, è guidato da una figura che si mostra potente e sicura, con il capo eretto e lo sguardo fiero di chi ha superato ostacoli insormontabili e ciò nonostante continua ad avanzare. Il personaggio, inoltre, impugna uno scettro, simbolo dell'energia maschile e dunque attiva, che rimanda alla possibilità di scegliere e dunque di guidare. Lo scettro è anche un oggetto che per tradizione è capace di captare le energie del cosmo e piegarle al suo volere, ennesimo simbolo di un condottiero potente e capace di agire sugli eventi. Un altro indizio è dato dal numero affidato al Tarocco del Carro: il sette, da sempre uno dei numeri considerati sacri e completi, che rappresenta l'interezza di una serie (sette i giorni della settimana, i colori dell'arcobaleno, le note musicali..).
I cavalli che trainano il Carro sono in numero pari: a seconda dei tipi, una coppia guarda a destra, l'altra a sinistra, oppure, in altri casi, entrambi i cavalli guardano nella stessa direzione. Essi rappresentano, secondo alcuni, le due colonne del Tempio di Salomone (Boaz e Jachin), ovvero la Legge e la Giustizia.
I cavalli rappresentano, per alcuni, nei loro opposti colori, la capacità di "guidare" il corso degli eventi in una data situazione.
Inoltre, il Carro può rappresentare la scelta: un cavallo tira a destra, l'altro tira a sinistra (ma non in tutti i tarocchi).
Non si sa quale cavallo il conducente seguirà.
Questa carta è inoltre collegata alla simbologia platonica dell'anima che, dopo la morte, nell'Empireo iperuranio viene trascinata in due direzioni da un carro in cui gli unici due cavalli, uno bianco ed uno nero (ricorrenti nei disegni di questa carta) vanno uno verso il basso (rappresentante l'Istinto) ed uno verso l'alto (rappresentante la Ragione).

## Significato
Come tutti i Tarocchi, anche il significato del Carro cambia a seconda del verso con cui appare nel gioco al consultante, in questo specifico caso si tratta di un Arcano regolare: il significato è positivo se questo compare dritto, negativo se compare capovolto (il verso va considerato in base alla posizione di chi legge le carte, non di chi consulta). Al positivo l'impatto della Carta è molto più forte, ma in entrambi i casi si tratta di un Arcano che si manifesta molto velocemente e i cui effetti non durano più di due mesi.

### Carta dritta
Rappresenta la fedeltà e l'equilibrio, ma anche, ovviamente, la gloria. Il Carro è, in fondo, un arcano di vittoria e trionfo sugli eventi, capace infatti di fare lo stesso nel gioco influenzando positivamente le carte vicine e dando alla totalità della lettura una spinta positiva (attenuando addirittura gli effetti di eventuali carte negative vicine). Per alcuni fa riferimento alla traversata pericolosa dell'uomo nella materia per raggiungere il mondo spirituale, come d'altronde tutta la serie degli Arcani maggiori, che rappresentano ognuno una tappa del viaggio. Altri lo ritengono una carta prettamente materiale, facendo riferimento alla simbologia del re e della biga quadrata. Si può leggere anche un futuro dubbio, in cui il soggetto avrà di fronte due strade.è abbastanza favorevole e positiva, soprattutto per chi sa condurre una vita ordinata, armonica e serena. Ti conduce dove vuoi. È carta trainante sempre di ciò che la precede nella smazzata.
La teoria più diffusa e apprezzata dai cartomanti e svariati saggi sull'argomento vede però il Carro come un Arcano di trionfo. Non si tratta però di un bacio della fortuna, ma al contrario di una ricompensa attesa e meritata, spesso agognata e rincorsa su un sentiero pieno di ostacoli, è il premio che spetta a chi non ha mai gettato la spugna nemmeno quanto tutto sembrava remargli contro, ma anzi ha saputo guardare oltre le nubi e mantenere la via per ritrovare il sereno.In questo senso l'Arcano è anche una promessa: il consultante sarà in grado di superare gli ostacoli più grandi se si affida alla sua lungimiranza e capacità d'azione.
Come tutte le vittorie il Carro è foriero di una nuova condizione, non solo economica (che comunque si profila promettente), ma psicologica e di attitudine; maturato attraverso le prove e le sconfitte, inorgoglito dai traguardi all'orizzonte, il consultante è ora determinato e sicuro di sé, capace di raggiungere qualsiasi obiettivo si prefigga. Ha imparato sconfiggere i rivali e finalmente guardare la realtà nel suo insieme con occhio critico e pragmatico; cosciente che nulla è scisso ma tutto è insieme. Come per il mondo, così per sé stesso, il consultante sarà cosciente dei suoi lati della personalità e capace di usare pregi e difetti con grande intuito e intraprendenza.
Nel concreto l'Arcano ci parla di viaggi e promozioni, sempre dipendenti dalla volontà del consultante, che effettivamente guida questa Carta. Sul piano lavorativo il Carro preconizza avanzamenti di carriera meritati e progetti andati a buon fine, occasioni e colloqui favorevoli, nuovi arrivi fortunati e una posizione invidiabile in società.
In amore invece il Carro è un inizio propizio, oppure un nuovo inizio quando si tratta di una relazione in crisi (a dirvelo saranno le carte vicine). Questo arcano però simboleggia anche avventure per chi è solo e segnala buoni incontri all'orizzonte. Quando il Tarocco simboleggia una persona, si tratta spesso di uno straniero (oppure qualcuno che viene da fuori: un altro paese, un'altra regione, un'altra azienda), sicuro di sé e ben inserito, spesso abbiente e di un'intelligenza acuta, ed è solitamente benefico verso il consultante.

### Carta rovesciata
Nell'Arcano al contrario permane tutta l'energia della carta dritta, così come ne permangono i temi, ma se nel primo caso il consultante può aspettarsi un esito ottimo e confortante, quando la carta è rovesciata quasi sempre non sarà così. Non si parla per forza di sconfitta, ma sicuramente di ostacoli difficili da superare e che richiedono grande fatica, di periodi duri in cui l'incerto sembra essere l'unica cosa certa, e in cui il percorso si rivela infido e pieno di insidie. A stabilire fino a che punto la situazione è negativa saranno le carte vicine a stabilirlo, ma di certo la strada del carro al contrario è difficile da percorrere, e spesso la direzione è confusa e il condottiero troppo indeciso, incapace di accettare le sue responsabilità. Si tratta quindi di un periodo di stasi in cui tutto sembra non andare, o ancora, in cui i progetti partono in modo lento e trascinandosi su se stessi. Così come nel positivo, la figura del condottiero è molto importante nella lettura dell'Arcano del Carro. Se prima si trattava di un personaggio attivo nel capovolgersi diventa losco, incapace di analisi e costanza, privo di fantasia, di intuito e di forza di volontà; incapace dunque di evolversi e di vedere gli ostacoli come prove che lo porteranno alla completa realizzazione. Al contrario, è lamentoso e privo di introspezione, un personaggio passivo o, talvolta, il suo eccesso: colui che si fa trascinare dagli eventi senza analizzarli né accettarli, incapace di perseguire il proprio destino. Talvolta segnala un focus sbagliato, una situazione temporanea.
Mette in risalto i difetti pratici; chi infatti evidenzia una falsa maestria è destinato inevitabilmente al fallimento. È anche un avviso a non abusare del proprio corpo (medicine, alcol, droghe).
In amore il Carro ci parla di rancori, tensioni e litigi tra i partner causati dall'insoddisfazione profonda che scaturisce quando tanto a lungo si rimane nell'infelicità per la paura di fare un salto nel vuoto e cambiare (stasi appunto). Il consultante è spesso la fonte di questi screzi, spesso infelice per scelta. L'unico modo per invertire il Carro è agire, compiere il salto, che con l'Arcano al contrario sarà una rottura piuttosto che una riappacificazione, ma alla lunga benefica. Molto spesso segnala avventure infedeli.
Anche sul piano lavorativo è un rimprovero al comportamento del consultante, troppo saccente o troppo privo, ma in ogni modo incapace di raggiungere gli obiettivi, questo porta a guai e conflitti, progetti che non portano buoni risultati o che addirittura sfociano in una revisione della posizione lavorativa. Si tratta di un monito anche riguardo ai viaggi e agli spostamenti in generale, bisogna prestare attenzione perché pericoli e disguidi potrebbero essere dietro l'angolo. Con carte positive rispecchia la paura di non essere all'altezza.

## Corrispondenze
La medesima simbologia la si ritrova nell'albero delle Sephiroth.
Ha corrispondenze astrologiche con il segno del Sagittario, segno dell'ambizione e del desiderio di emergere.
Nell'Albero della Vita è il diciottesimo sentiero che collega l'Intelletto (Binah) alla Severità (Geburah).